# Tellos
Vous lisez un « bon article » labellisé en 2015.
Tellos est une série américaine de comic books d'heroic fantasy créée en 1999 par le scénariste Todd Dezago et le dessinateur Mike Wieringo et publiée par Image Comics.
Tellos est un monde merveilleux qui fait face aux assauts de Malesur, le maître des ténèbres. Avec le concours d'alliés inattendus, les trois héros Koj, Jarek et Serra doivent sauver ce monde grâce à une amulette magique capable de faire apparaitre un djinn à la force herculéenne.
Les deux auteurs se sont rencontrés sur la série de bande dessinée The Sensational Spider-Man et ont souhaité créer une série qui leur soit propre mais dans un genre peu utilisé dans le monde des comics, l'heroic fantasy. L'éditeur français Semic, très intéressé par cette histoire profite de la venue en France des auteurs pour conclure une collaboration entre le scénariste et plusieurs dessinateurs européens le temps de quatre histoires courtes. Cependant aux États-Unis le succès n'est pas au rendez-vous et le dessinateur Mike Wieringo se tourne vers d'autres projets. Le scénariste Todd Dezago lui, continue l'aventure avec d'autres dessinateurs le temps de quelques récits additionnels.
La série principale de Tellos est éditée par Image Comics aux États-Unis de 1999 à 2000. Les récits additionnels sortent ensuite jusqu'en 2004 chez le même éditeur. En France, la série est prépubliée en kiosques puis éditée en librairie de 2000 à 2003 par Semic. Enfin en 2014, Tellos est réédité par Delcourt dans une intégrale.
Le scénario de Dezago s'inspire des contes des Mille et Une Nuits, des récits de Beatrix Potter et de J. R. R. Tolkien mais aussi des films produits par Lucasfilm. Les dessins de Wieringo sont décrits comme proches du style cartoon et ont un aspect souple et arrondi. Les critiques du comic sont dans l'ensemble très positives.

## Univers

### Synopsis
Tellos est un monde merveilleux constitué de nombreux territoires bigarrés et peuplé d'hommes mais aussi de dragons, de fées, de géants, de gnomes, de griffons, et d'hommes-animaux.

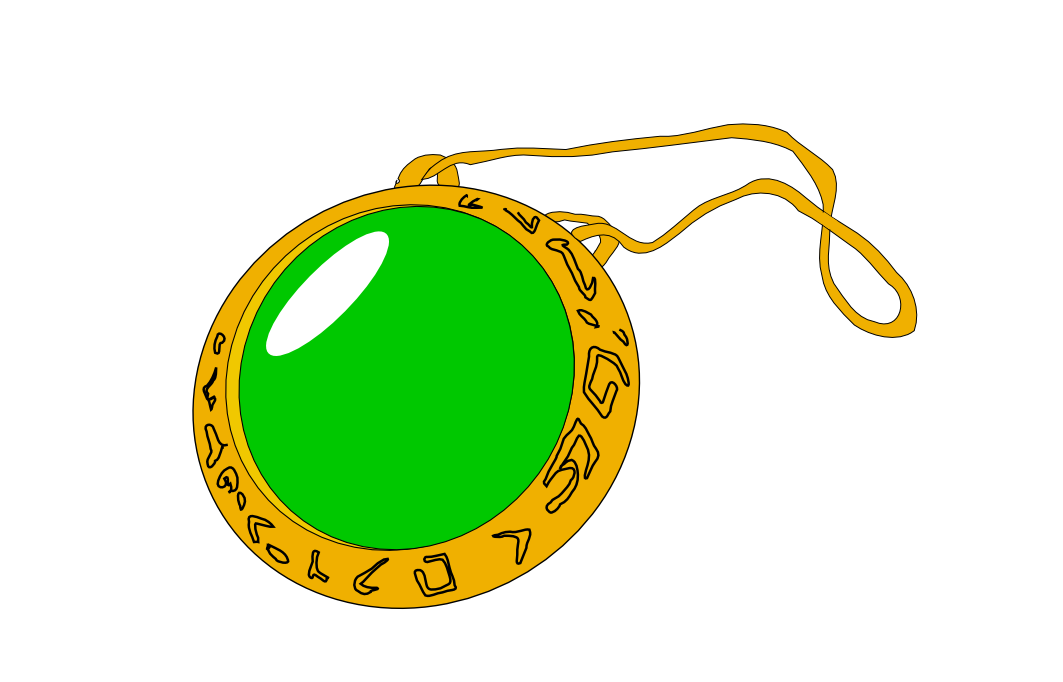
Vision d'artiste de l'amulette qui permet à Jarek d'invoquer le djinn.

L'intrigue débute dans la cité de Jeffsport, la plus grande ville de Tellos. Des crapahuteurs, des hommes-grenouilles aux ordres du maléfique Malesur, pourchassent le jeune garçon Jarek et son compagnon l'homme-tigre Koj. Arrivant à échapper à leurs poursuivants, les deux compères découvrent que les crapahuteurs poursuivent également Serra la capitaine d'un navire de commerce. Ils veulent s'emparer d'elle car elle possède depuis peu une amulette magique. Jarek et Koj décident alors d'aider la jeune femme à se débarrasser de ses poursuivants. Cependant, en voulant porter secours à Serra, Jarek touche l'amulette. Celle-ci s'active et libère un djinn à la force herculéenne. Protégeant son nouveau maître, le djinn extermine ses assaillants.
Percevant l'activation de l'amulette, Tom, un homme-tortue mage des ombres et prophète de Tellos se rend auprès des trois héros. Il les informe que comme Jarek a pu activer le talisman, il est probablement l'élu qui guidera le djinn à détruire les forces obscures. Il leur révèle également que Malesur, le maître des démons des ténèbres s'apprête à envahir tous les territoires de Tellos pour y répandre l'obscurité. Et pour cela, il a besoin de mettre la main sur Jarek et l'amulette. La seule chance pour les trois héros de ne pas être capturé est donc de détruire les cinq portes qui mènent au royaume souterrain de Malesur.

### Personnages principaux

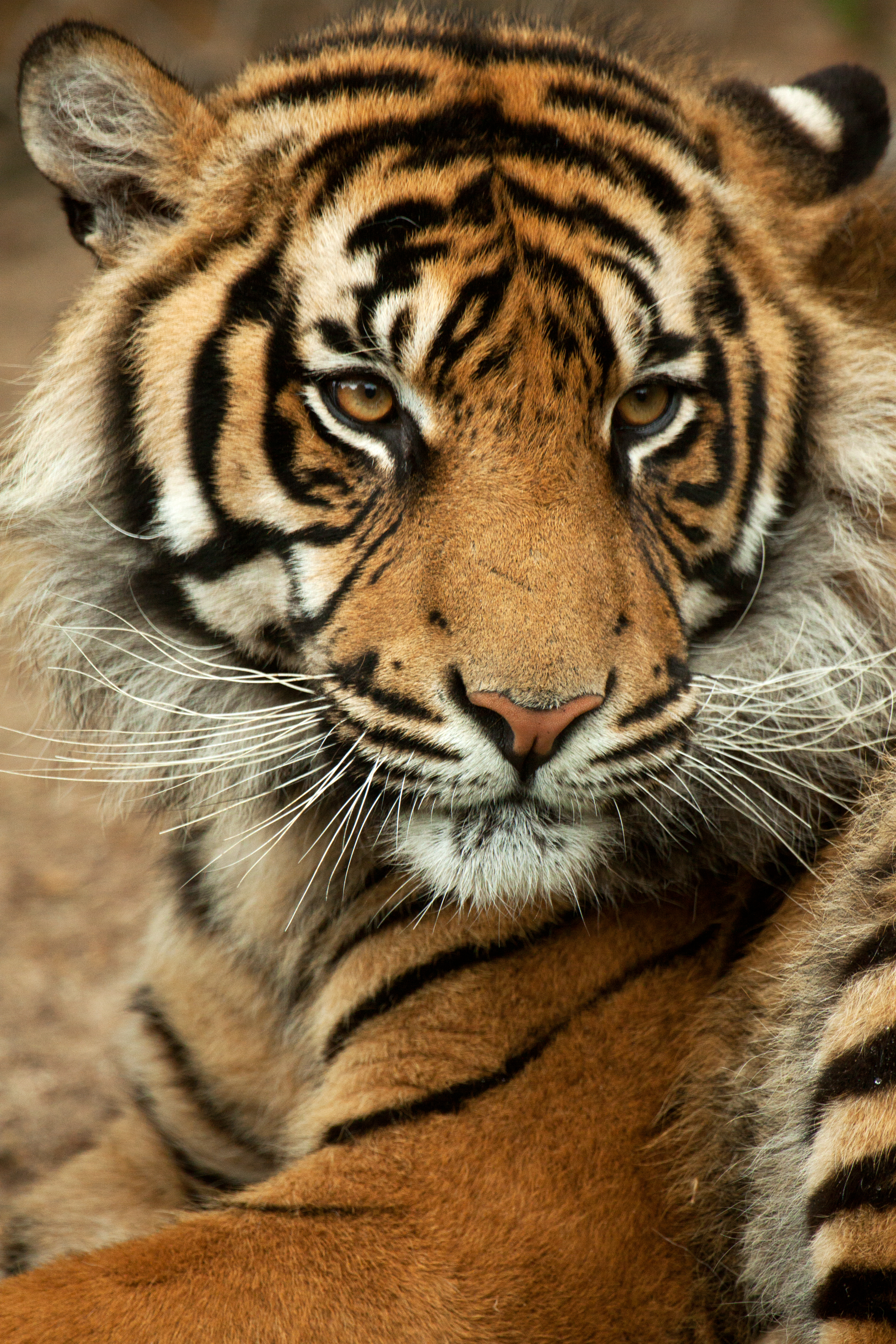
Koj est le seul personnage de Tellos à avoir une tête de tigre.

- Jarek est un enfant voleur et frondeur[2]. Il est le compagnon de voyage de l'homme-tigre Koj. Il se trouve confronté du jour au lendemain à des responsabilités qu'il ne souhaite pas[3]. Les créateurs du comics pensent au départ l'appeler Jeremy[4].
- Koj est un homme-tigre hâbleur et philosophe[2]. Son peuple a été réduit en esclavage par l'infâme Malesur. Ayant réussi à s'enfuir, il rêve depuis lors de sauver ses congénères. Il tire son nom de l'ami imaginaire que s'est inventé le scénariste Todd Dezago dans sa jeunesse. KOJ est l'acronyme de « King of Jungle » qui veut dire « Roi de la jungle »[3].
- Serra est une pirate sexy et dangereuse[2]. Elle est la capitaine du navire Sheva-Nova. Son nom est une déformation de celui de Sarah, la meilleure amie de collège du scénariste Todd Dezago[3].
- Hawke est un ulfe spécialisé dans le vol à la tire. Il est le petit-ami de Serra[3]. Il lui donne l'amulette magique en cadeau. Wieringo le dessine dans un premier temps comme un « beau gosse Hollywoodien » mais comme Todd Dezago souhaite avant tout faire ressortir un côté comique à sa bande dessinée, il demande à Wieringo d'arrondir les traits du personnage[5]. Wieringo s'inspire ensuite du visage de Dezago pour Hawke[6].
- Malesur est un adolescent maléfique maître des forces obscures. Il souhaite s'emparer de l'amulette magique et grâce à elle contrôler la totalité de Tellos[a 3].
- Rikk est un homme-renard compagnon d'Hawke[3]. Il est spécialisé dans la cambriole. Dezago veut au départ en faire un opossum, mais Wieringo trouve que cet animal manque d'expressivité et au dernier moment il le remplace par un rat sur l'épisode Tellos Prélude. Mais les deux auteurs ne sont pas satisfaits et le dessinent finalement en renardeau dans Tellos #4[5].

### Personnages secondaires

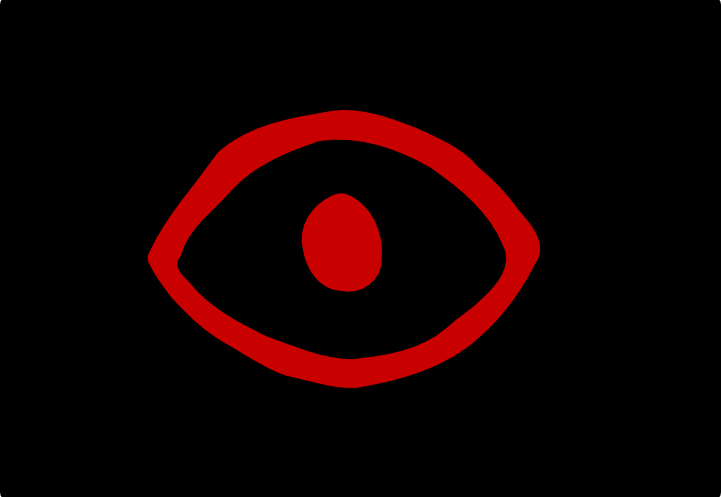
Dessin de l'œil rouge, symbole du maléfique Malesur.

- Brad est un dragon décontracté qui fume des cigarettes. Il aide les héros dans leur quête. Il est inspiré du personnage de l'acteur Brad Pitt dans le film True Romance (1993)[5].
- D'nikay est un chasseur de primes de Malesur membre de la secte Shandoan[7]. Il tire son nom et son caractère du film Le Bouffon du roi (1955) avec le comédien Danny Kaye[8]. C'est le dessinateur Dave Johnson qui réalise la première esquisse de ce personnage pour aider son ami Mike Wieringo alors qu'il avait du mal à lui donner une apparence[9].
- Dani est une fée bleue qui travaille pour le service postal de Tellos. L'apparence de ce personnage est inspirée de celui de la petite-amie de Dezago, prénommée Dani[6].
- Hauser est un homme-panthère. Il est chef des chasseurs de primes qui sont envoyés par Malesur pour capturer les héros[10].
- Jessa est une chasseuse de primes de Malesur. Elle est membre de l'ordre des Dyns, une secte de femme mi-séductrice mi-assassin. Elle manie le Shivring, l'arme traditionnelle des Dyns[7]. Wieringo lui donne un aspect SM[5].
- Oge K'tion est un guerrier djinn. Comme le génie de la lampe d'Aladin, c'est un personnage enfermé dans un objet magique. Dans Tellos, son réceptacle est une amulette[a 4].
- Scatterjack est le conteur du monde de Tellos. Il en connait tout le passé. Todd Dezago l'utilise dans plusieurs histoires courtes comme narrateur. Il tire son nom du grand-père de Dezago, Jack Scattergood[11],[5].
- Sharvik est un riche marchand cupide. Il est en relation d'affaire avec Hawke et Serra. C'est lui qui donne à Hawke l'amulette magique contenant le djinn[a 5].
- Skald est une momie chasseur de primes de Malesur. Il manie un gant magique capable de lancer des flammes[a 6].
- Thomastharustra dit Tom est un homme-tortue très âgé. C'est un prophète et un puissant mage. Il guide les trois héros dans leur quête[12].
- Tunring est un chasseur de primes de Malesur. Très grand et très fort, il est également invincible[a 7].

## Historique

### Rencontre des auteurs

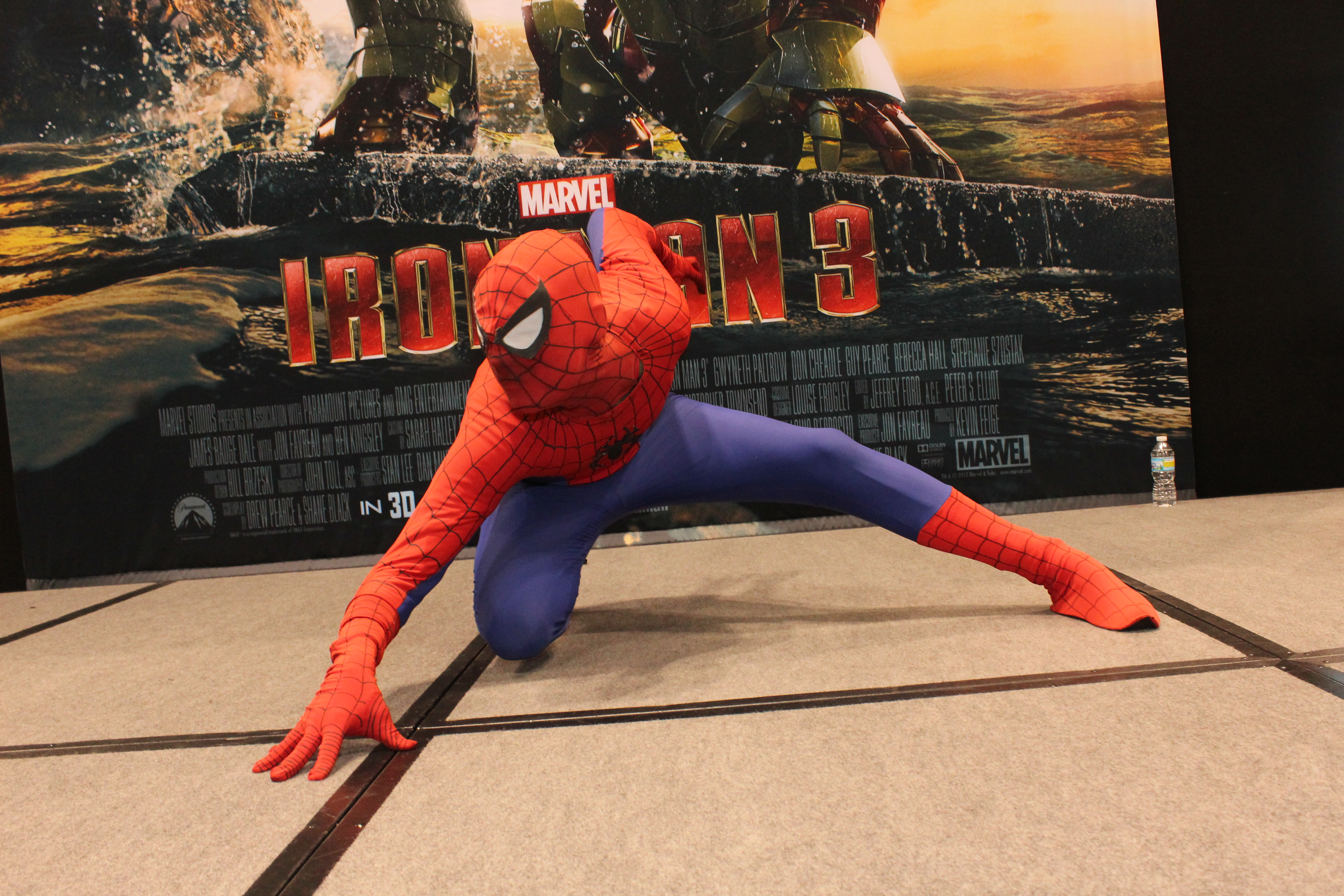
La première collaboration des deux auteurs est sur la bande dessinée Spider-Man.

Mike Wieringo travaille notamment en 1987 sur le comic Flash chez DC Comics, en 1995 sur Rogue chez Marvel Comics et Robin chez DC et enfin en 1997 sur The Sensational Spider-Man chez Marvel. Sur cette dernière série il collabore pour la première fois avec le scénariste Todd Dezago. Celui-ci travaille sur des comics de Spider-Man depuis 1994. Le duo signe alors plusieurs épisodes grandement appréciés par les lecteurs. Fort de ce succès, les deux hommes décident de quitter Marvel pour Image Comics afin de lancer leur propre série.

### Création
Dezago et Wieringo pense tout de suite à créer un récit épique. C'est au cours d'un dimanche après-midi, lors d'un très long entretien téléphonique qu'ils ont mis en place les principaux éléments de l'histoire. Wieringo se charge seul de concevoir les personnages tandis que Dezago écrit une « histoire capable de surprendre Mike ». Il crée donc un nouvel univers médiéval rempli d'hommes-animaux et de personnages féériques.

### Choix du titre
Tellos est la déformation de l'anglais « Tell us » qui signifie « raconte nous ». Tellos est également le nom d'un citoyen athénien mentionné par Hérodote dans ses Histoires (Livre I, XXX) écrites en 445 av. J.-C.. Tellos est un personnage historique ayant vécu à la fin du VIIIe siècle av. J.-C. Hérodote le considère comme le plus heureux des hommes. Il a en effet toutes les valeurs idéales de l'époque : richesse, descendance qui l'honore, patriotisme et mort courageuse dans un combat réussi.

### Collaboration avec l'éditeur français

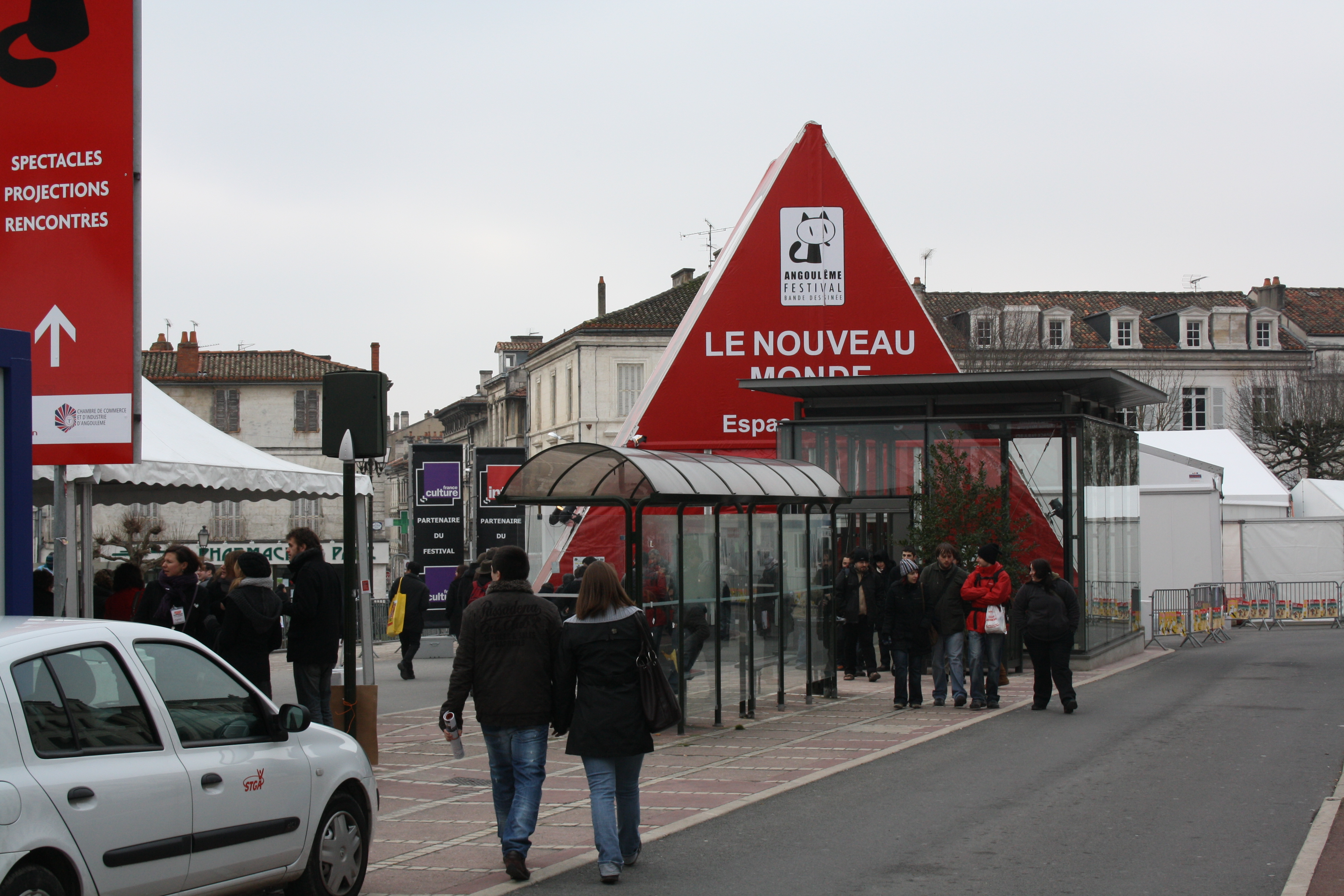
Les auteurs sont accueillis par Semic lors du 27e Festival international de la bande dessinée d'Angoulême.

En janvier 2000, l'éditeur français Semic qui souhaite lancer la série dans les pays francophones, invite les deux auteurs à des séances de dédicaces. Après une brève visite des monuments de Paris, Dezago et Wieringo font leur première halte à la librairie Album puis se rendent au 27e Festival international de la bande dessinée d'Angoulême. Thierry Mornet, le rédacteur en chef des éditions Semic souligne « la gentillesse et la disponibilité des deux artistes » lors des séances de dédicaces.
Mornet profite de la venue de Dezago pour lui proposer une collaboration avec des dessinateurs français sur la série Tellos. Et c'est le dessinateur Didier Crisse (auteur des séries à succès L'Épée de Cristal, Kookaburra et Atalante) qui est choisi pour mettre en image la première déclinaison française de l'univers. Pour Crisse c'est « un rêve » de dessiner un comic book. La collaboration avec Dezago et Wieringo se passe très bien car Crisse dispose alors d'une très grande liberté d'action. Les auteurs l'encouragent même à « utiliser leurs personnages... et à s'éclater avec ». Crisse précise qu'il s'agit sans doute là de l'un de ses meilleurs travaux depuis bien longtemps. Un portfolio des dessins de Crisse sans les bulles est même édité à tirage limité à l'occasion du Salon international de la bande dessinée de Valenciennes début 2001.
Semic propose ensuite à Todd Dezago de collaborer avec le dessinateur Alain Mauricet. Comme Crisse, Mauricet avait rencontré le scénariste au festival d'Angoulême. Pour lui aussi, c'est un rêve de dessiner des comics. Il est d'ailleurs l'auteur de Cosmic patrouille, une bande dessinée qui parodie les principaux super-héros américains. Contrairement à l'histoire de Crisse, la mise en couleur est effectuée par un européen, Benoît Bekaert.
La troisième collaboration est dessinée par l'italien Ciro Tota, créateur du super-héros Photonik pour Lug en 1980. L'histoire est directement intégrée dans le troisième album Tellos de Semic sans être prépublier dans un magazine. La quatrième et dernière collaboration est l'œuvre de Bruno Bessadi dessinateur de Zorn et Dirna qui lui aussi rêve de dessiner des comics.

### Édition au sein du label Gorilla
En mai 2000, Wieringo s'associe avec les auteurs Kurt Busiek, Tom Grummett, Stuart Immonen, Karl Kesel, Barry Kitson, George Pérez et Mark Waid pour fonder le studio Gorilla au sein d'Image Comics. Le but est que chaque artiste soit propriétaire des personnages qu'il crée. Les numéros 8 à 10 de Tellos sont ainsi produits dans ce studio avec entre autres les bandes dessinées Empire de Kitson et Waid, ShockRockets et Superstar de Busiek et Immonen. Mais le succès n'est pas au rendez-vous et le studio rencontre rapidement des difficultés financières. Il doit finalement fermer en novembre 2000 peu après la sortie du numéro 10 de Tellos.

### Réalisation d'histoires courtes

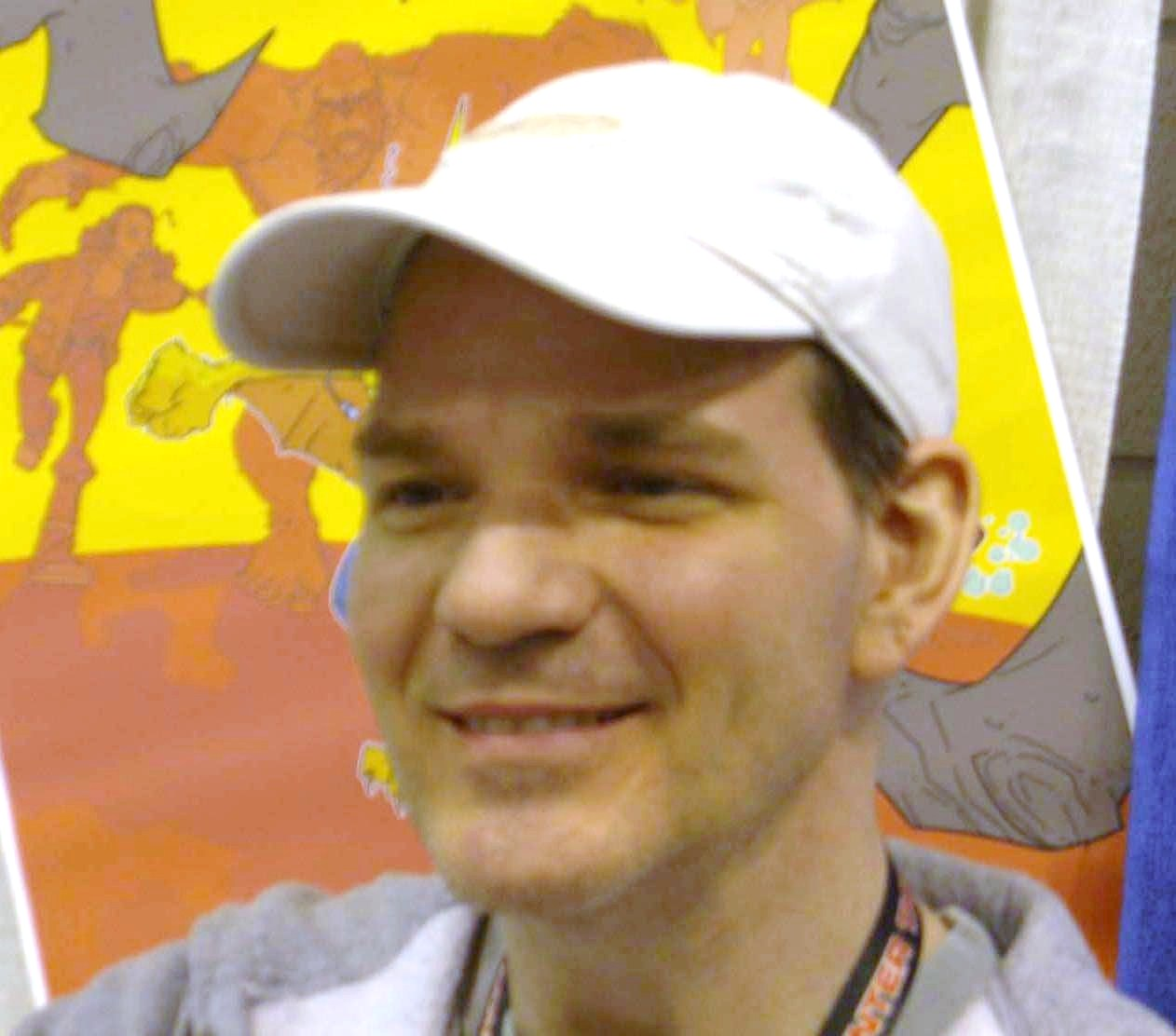
Todd Dezago, le scénariste et coauteur de Tellos.

Déçu par l'échec du studio Gorilla et les ventes moyennes de Tellos, Mike Wieringo retourne chez DC Comics en juillet 2001 pour dessiner Superman en collaboration avec le scénariste Joe Casey. Todd Dezago décide alors de prolonger l'aventure à travers des histoires courtes en attendant le retour au dessin de Wieringo. En septembre 2001, il annonce la publication de deux nouveaux titres : Tellos: The Last Heist dessiné par Craig Rousseau et Dave Tata et Tellos: Sons and Moons par Thor Badendych, Carlo Barberi et Eric Wolfe. Le deuxième comic doit d'ailleurs faire le lien avec une nouvelle série intitulée Tellos: Second Coming,.
En 2004, Dezago revient sur Tellos en scénarisant trois numéros d'une minisérie nommée Tales of Tellos. Chaque numéro contient deux à trois histoires courtes dessinées soit par les Américains Howard Porter, Craig Rousseau et Kelly Yates soit par les européens Bruno Bessadi, Alain Mauricet et Ciro Tota. Le scénariste annonce également vouloir lancer la nouvelle série dès le printemps 2005. Cependant, Mike Wieringo occupé sur d'autres projets indique en juillet 2006 qu'il n'a toujours pas débuté le dessin. Sa mort brutale d'un arrêt cardiorespiratoire le 12 août 2007 met fin définitivement au projet de la nouvelle série Tellos.

## Inspirations

### Scénario

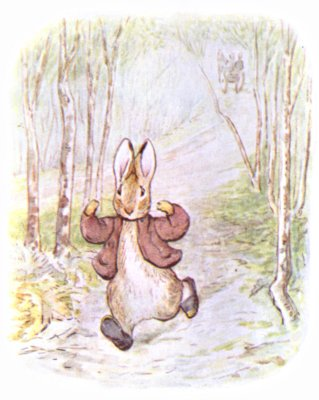
Pour créer son univers, Dezago s'inspire notamment des travaux de Beatrix Potter dont Jeannot Lapin.

L'univers de Tellos emprunte aux contes Les Mille et Une Nuits mais également aux fictions de Lucasfilm comme L'Aventure des Ewoks (1984), Labyrinthe (1986) et Willow (1988). Les éditions Delcourt le situent quelque part entre Le Seigneur des anneaux et Star Wars. Les auteurs confèrent à cet univers d'heroic fantasy un esprit qu'ils veulent rafraîchissant, léger et rythmé. Cependant l'aventure qui commence avec légèreté bascule petit à petit vers plus de noirceur.
Mais, comme les albums d'Astérix, Tellos derrière son apparente facilité, cache de nombreuses références. Ainsi, la forêt dans laquelle vit Tom dans Tellos Prélude se nomme Pottrix en référence à l'auteur Beatrix Potter (1866-1943) connue pour ses dessins anthropomorphistes. Dans Tellos #4, la ville suspendue dans laquelle se rend Hawke et Rikk se nomme Luftholde ce qui veut dire « La ville en l'air ». Dans Tellos #6, Autumis, le village des dragons au pays d'Ona-Li est une référence directe à la phrase « And frolicked in the autumn mist in a land called Honah Lee » de la chanson Puff, the Magic Dragon.

### Dessins
En 2005, Wieringo déclare lors d'un entretien que son travail sur Tellos est le moment le plus amusant et créatif de sa carrière dans l'industrie de la bande dessinée. Son style sur ce comic est décrit comme « étant cartoon, très souple, arrondi, frais », et « faussement naïf » avec un « cadrage dynamique ». Sa marque de fabrique est d'ailleurs les mentons carrés, les superbes courbes de cheveux, les visages expressifs et les yeux séduisants. Ses influences principales sont les cartoons mais aussi les mangas et les dessins de Paul Smith.

## Accueil
Les internautes du site BDtheque confère à la série Tellos une note moyenne de 3,6 sur une échelle de 5 et les internautes de la Bédéthèque une note moyenne de 3 sur 5.
À l'annonce de la réédition de Tellos par Delcourt, Thomas Rivière du site ComicsPlace indique le 28 juin 2013 que « La série du regretté Mike Wieringo s’offre à nouveau à nous et c’est une excellente nouvelle, elle est merveilleuse ». 
Le 8 août 2013, il écrit que Tellos est « un récit complet d’une richesse folle et d’un niveau de dessin pas commun : Tellos est maîtrisé du début à la fin, c’est d’une cohérence graphique et d’une beauté sans pareil [...] bref c’est un chef d’œuvre qui n’a pas su rencontrer son public de son vivant mais qui survit à son auteur ».
Les critiques sont dans l'ensemble très positives. Le site My Screens qualifie Tellos de « petit bijou d’aventure rempli d’espoir et d’émotions ». Il indique que malgré une trame assez classique la patte d’écriture de Dezago rend les personnages attachants. Il décrit le final comme étant poignant, émouvant et bien orchestré. Il conclut en déclarant que Tellos est une merveilleuse lecture, « une petite pépite » qui touche autant les enfants que les adultes. Jérôme Tournadre du site Daily Mars trouve que Tellos représente la quintessence du talent de Wieringo. Alain Delaplace du site Planète BD juge Tellos excellent et le rapproche d'œuvres de fiction et d'aventure comme Princess Bride ou l'Histoire sans fin.

## Publication

### Aux États-Unis
Tellos est édité par Image Comics d'avril 1999 à novembre 2000 sur dix numéros complétés de trois hors-séries nommés Prélude, Prologue et Préface. En 2001 sortent Tellos: Maiden Voyage dessiné par Didier Crisse, l'épisode supplémentaire Tellos: The Last Heist dessiné par Craig Rousseau et un crossover avec la série 10th Muse,. L'année suivante sort Tellos: Sons & Moons, un épisode regroupant quatre courts récits. Enfin, en 2004 sortent trois numéros de Tales of Tellos qui contiennent également plusieurs récits courts.
La série principale Tellos sort dans deux albums à dos cartonné souple en février 2001 et février 2002. Elle est reprise ensuite en un seul volume « Colossal » à dos dur en août 2007 et enfin dans un volume à dos souple en mai 2008. Les histoires courtes sont également regroupées dans un volume « Colossal » à dos dur en septembre 2012.

### En France
La série est prépubliée en kiosques par Semic dans les sept numéros du magazine Tellos de 2000 à 2003 puis en librairie en trois albums de 2000 à 2002. Douze ans plus tard, Tellos est réédité par Delcourt dans une intégrale.

#### Semic
La sortie des premiers numéros du magazine Tellos coïncide avec le cinquantième anniversaire des éditions Lug/Semic. Pour fêter l'événement Thierry Mornet, le rédacteur en chef du magazine pour Semic, remplace les couvertures des deux premiers numéros par des dessins de deux artistes européens : Alain Mauricet pour le premier numéro et Didier Crisse pour le deuxième. Ces dessins de couverture font ensuite l'objet avec d'autres de l'exposition « Le Comics US par les grands artistes français » à la galerie parisienne BFB du 17 février au 17 mars 2000.

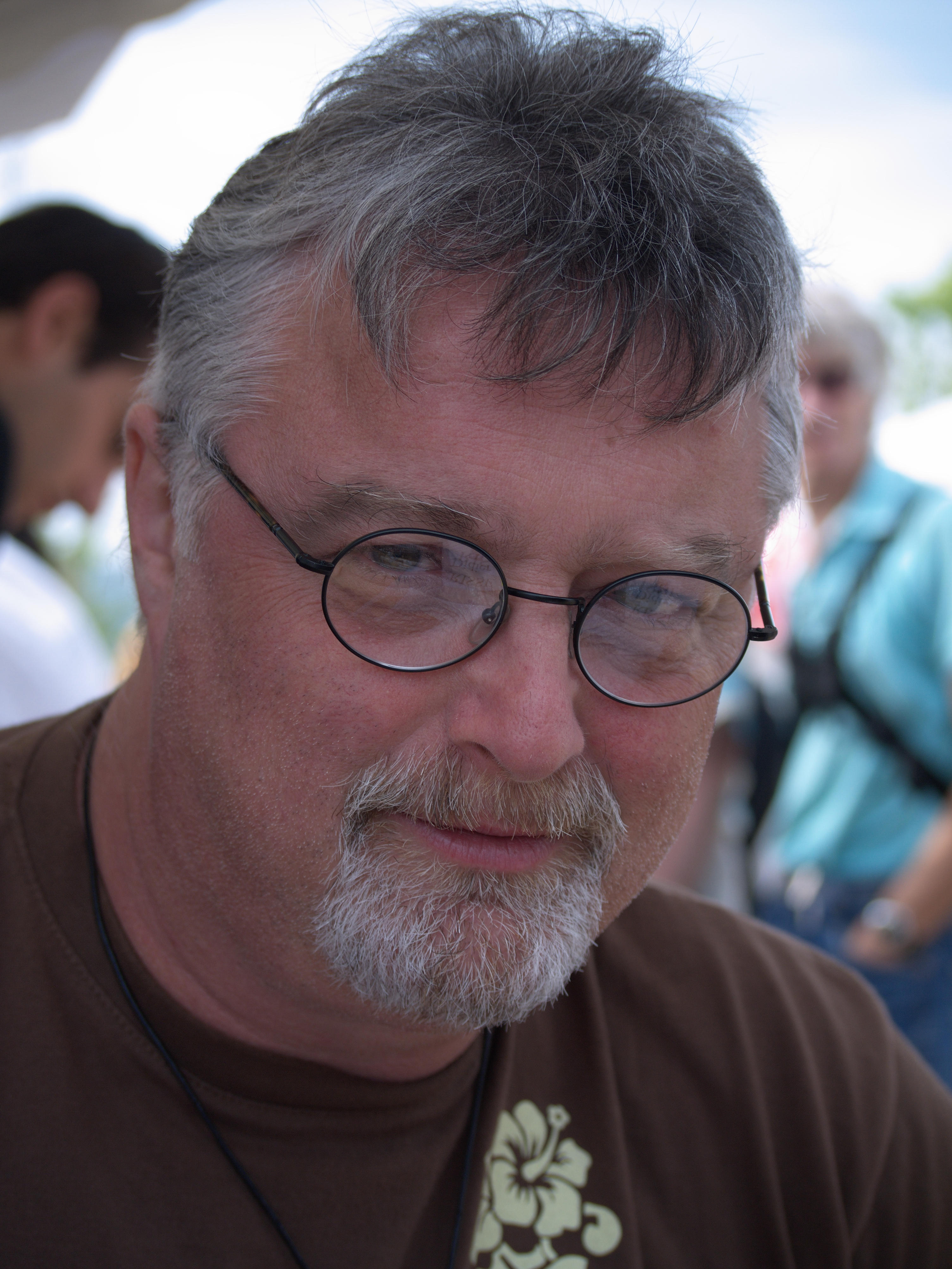
Le dessinateur Crisse est le premier artiste européen à travailler sur Tellos.

Dès le troisième numéro, Semic lance Les Contes de Tellos en seconde partie du magazine. Cette appellation regroupe les récits dessinés exclusivement par les auteurs européens : Didier Crisse sur les numéros 3 d'août 2000 et 4 de janvier 2001, Alain Mauricet sur les numéros 5 d'avril 2001 et 6 de décembre 2001 et Bruno Bessadi sur le numéro 7 d'octobre 2003. Dans le numéro 6 du magazine, Semic publie également des visions d'artistes européens du monde de Tellos. Parmi ceux-ci se trouvent Olivier Vatine, Alain Henriet, Chris Malgrain, Olivier Peru, Stéphane Louis, Bruno Bellamy et Jean-Jacques Dzialowski.
En novembre 2000, Semic réédite les premiers numéros du magazine dans un album à dos cartonné souple. Cet album est suivi de deux autres en août 2001 et en septembre 2002. Ils reprennent l'intégralité des aventures dessinées par Wieringo, Crisse et Mauricet.
Fin 2004, Thierry Mornet quitte Semic pour Delcourt où il devient directeur de la collection Contrebande. Peu de temps après, courant 2005, le groupe Tournon, propriétaire de Semic met fin à l'activité de sa filiale. Le magazine Tellos s'arrête également et les dernières aventures inédites en français ne sont donc jamais éditées.

#### Delcourt
En 2013, onze ans après l'édition du dernier numéro du magazine, l'éditeur Delcourt sur son site internet annonce le 15 octobre vouloir proposer à ses lecteurs la série Tellos en format intégrale en novembre 2014. Le 6 février 2014, Thierry Mornet rappel que « Tellos est une série de cœur, qui me lie personnellement à Todd Dezago et à feu Mike Wieringo. Il s'agit d'une série qui mérite d'être reconnue et lue par de nombreux nouveaux lecteurs. Nous allons y apporter toute notre passion ». L'intégrale ressort cependant dans un tout petit tirage.
En octobre 2014, Delcourt indique dans le numéro 75 du magazine Planète que les épisodes dessinés par les artistes européens Bruno Bessadi, Didier Crisse, Alain Mauricet et Ciro Tota feront l’objet d’une publication ultérieure.